# Харви, Домино
Доми́но Ха́рви (англ. Domino Harvey; 7 августа 1969, Лондон, Англия, Великобритания — 27 июня 2005, Лос-Анджелес, Калифорния, США) — британская охотница за головами и актриса, певица, автор песен, диджей, фотомодель.

## Биография
Домино Харви родилась 7 августа 1969 года в Лондоне (Англия, Великобритания) в семье актёра Лоуренса Харви (1928—1973) и фотомодели Полин Стоун, которые были женаты с 31 декабря 1972 года и до смерти Лоуренса от рака желудка 25 ноября 1973 года в 45-летнем возрасте. У Домино была старшая неполнородная сестра по матери от её первого брака с Тони Норрисом — Софи Норрис.
Домино обучалась в четырёх школах-интернатах, включая Дарлингтон-холл (англ.), и была выгнана из нескольких из них.

## Карьера
В подростковом возрасте Домино бросила среднюю школу, чтобы заниматься карьерой фотомодели, однако эта деятельность ей не понравилась. Она выучилась на звукорежиссёра и подрабатывала диджеем в различных клубах Лондона, а также была управляющим одного из них.
Пожив некоторое время в Израиле, в возрасте 19 лет Харви переезжает в Южную Калифорнию, куда за несколько лет до этого после свадьбы с американским бизнесменом Питером Мортоном переехала жить её мать В Калифорнии Домино сначала продолжила работу диджеем в клубах Лос-Анджелеса. Позже она работала на ранчо возле города Сан-Диего, а также была добровольным пожарным в местности Бульвар в Калифорнии. В это время один из друзей учит Харви пользоваться огнестрельным оружием. После года службы в качестве добровольного пожарного Харви проходит курсы обучения на младшего специалиста по оказанию первой медицинской помощи и изучает методы противопожарной защиты.
В 1993 году Харви пытается устроиться в отдел пожарной охраны Лос-Анджелеса, но безуспешно. Затем она записывается на короткие курсы по специальности агента по обращению взыскания или охотника за головами.
Как охотник за головами, Домино в первую очередь стремилась поймать наркоторговцев и воров, но иногда отслеживала убийц. Харви наслаждалась работой и Эд Мартинес позже заявил, что она была одним из самых опытных охотников за головами, которых он знал.
В 2005 году Домино сыграла роль ангела в ночном клубе в фильме «Константин: Повелитель тьмы». В том же году Харви в фильме-биографии о себе «Домино» исполнила камео, появившись в финальном кадре на фоне взрывающейся машины, и написала и исполнила песню «Am I Really That Bad». Саму Харви сыграла Кира Найтли. Фильм вышел в прокат 25 сентября 2005 года, почти через два месяца после внезапной смерти охотницы за головами.
35-летняя Домино скончалась от передозировки фентанила в ночь на 27 июня 2005 года у себя дома в ванной в Лос-Анджелесе (штат Калифорния, США).

## Фильмография
| Год  |   | Русское название            | Оригинальное название | Роль                             |
| ---- | - | --------------------------- | --------------------- | -------------------------------- |
| 2005 | ф | Константин: Повелитель тьмы | Constantine           | ангел в ночном клубе             |
| 2005 | ф | Домино                      | Domino                | девушка, идущая от взрыва машины |